# Медаль «За доблесть в службе» (МВД)
Меда́ль «За до́блесть в слу́жбе» — ведомственная медаль Министерства внутренних дел Российской Федерации, учреждённая приказом МВД РФ № 50 от 24 января 2001 года.

## Правила награждения
Согласно Положению медалью «За доблесть в службе» награждаются сотрудники органов внутренних дел Российской Федерации:
- за отличные показатели в оперативно-служебной деятельности;
- за активную работу по охране общественного порядка и борьбе с преступностью;
- за отвагу, самоотверженность и другие заслуги, проявленные при прохождении службы в органах внутренних дел.

## Описание медали
Медаль имеет форму круга золотистого цвета диаметром 32 мм, с выпуклым бортиком с тыльной стороны. На лицевой стороне помещено изображение геральдического знака — эмблемы органов внутренних дел Российской Федерации и внутренних войск Министерства внутренних дел Российской Федерации. Вокруг эмблемы по краю медали выложен сплошной лавровый венок, перевитый вверху лентой. На обороте медали помещены надписи — в центре горизонтально в три строки: «За доблесть в службе» с лавровой ветвью и «Министерство внутренних дел Российской Федерации» по верхнему и нижнему краю. Все изображения и надписи выпуклые.
Медаль крепится посредством ушка и колечка к пятиугольной колодке, обтянутой муаровой лентой синего цвета. В 1 мм от края ленты нанесены полосы красного цвета в 1 мм. Ширина ленты 24 мм.